# Радиант (манфра)
Радиант (франц. Radiant) јесте француска манга (манфра) коју је написао и илустровао Тони Валенте. Наслов објављује издавачка кућа Ankama од 2013. године, и тренутно има 19 томова. Радиант је од 2015. године постао прва француска манга објављена у Јапану.
У Србији, Радиант преводи издавачка кућа Најкула од 2021. године.
Манга је 2018. године добила аниме адаптацију која се емитовала од октобра 2018. до фебруара 2020. године, са укупно 42 епизоде.

## Радња
Моћна чудовишта звана Немезиси падају са неба. Њихов додир инфицира, а неколицина која преживи контакт са њима постаје проклета и добија способност да користи магију звану „Фантазија“. Сет, протагониста приче, је петнаестогодишњак који је преживео напад Немезиса и постао чаробњак. Он жели да порази све Немезисе и створи мир између чаробњака и остатка човечанства. У ту сврху трага за пореклом Немезиса, легендарним Радиантом, и избегава Инквизицију, групу која је против чаробњака.

## Франшиза

### Манга
Мангу, односно манфру, илустровао је и написао француски уметник Тони Валенте. Наслов од јула 2013. године објављује француска издавачка кућа Ankama Éditions и тренутно има 19 томова. Валенте је априла 2014. године на интервјуу за Just Focus рекао да су му инспирације за Радиант били Fairy Tail, Naruto, и One Piece.
У Јапану, мангу објављује издавачка кућа Asukashinsha. Такође се преводи на српски (Најкула), енглески (VIZ Media),  шпански (LetraBlanka), немачки (Pyramond), италијански (Mangasenpai) и шведски (Cobolt Förlag) језик. На српски је тренутно преведено девет томова.

### Аниме
Аниме адаптација манге тренутно има 42 епизоде, подељене на две сезоне. Прва сезона се у Јапану емитовала од 6. октобра 2018, до 23 фебруара 2019. године, а друга од 2. октобра 2019, до 26. фебруара 2020. године. Емитовала се на каналу .
Режију серије вршили су Сеиџи Киши и Даисеј Фукуока, а сценарио Макото Уезу. Анимација се радила у софтверу RETAS, и вршио ју је студио Lerche. Карактер дизајнер серије је Нозоми Кавано, а композитор Масато Кода. Уводну шпицу за епизоде 1—21 (прва сезона) радио је бенд  (песма: ), а одјавну бенд Polkadot Stingray (песма: ). За епизоде 22—42 (друга сезона) уводну шпицу радио је бенд  (песма: Naraku), одјавну певачица Еми Накамура (песма: ).
Компанија Crunchyroll држи лиценцу за стримовање серије. Енглеску синхронизацију вршила је компанија Funimation. Аниме је такође синхронизован на француски језик, и емитовао се на њиховом каналу . Од јануара 2021. године Радиант се емитовао у Аустралији на каналу .